# Бондаревка (Меловский район)
Бондаревка (укр. Бондарівка) — село в Меловском районе Луганской области Украины, входит в Меловский поселковый совет.
Население по переписи 2001 года составляло 77 человек. Почтовый индекс — 92504. Телефонный код — 6465. Занимает площадь 0,43 км². Код КОАТУУ — 4422855101.

## Местный совет
92500, Луганська обл., Міловський р-н, смт. Мілове, вул. Луначарського, 73  (укр.)